# 阿巴西普
阿巴西普（英語：Abatacept），商品名为恩瑞舒（英語：Orencia）是一种治疗類風濕性關節炎、幼年特發性關節炎以及乾癬性關節炎的药物。它还用于预防移植物抗宿主病。可以靜脈或皮下注射给药。剂量和频率依体重決定。
常见的副作用包括上呼吸道感染、头痛和恶心。其他副作用包括过敏和感染。一般不建議用於怀孕期间；建议在治疗期间及治疗后的 14 周内避孕。
阿巴西普分別於2005年在美国及2007年在欧洲取得医疗使用許可。

## 作用机制
初始T细胞的完全激活需要两个信号的共同作用：
- 第一信号：来自抗原，通过与抗原呈递细胞(APC)膜上的抗原肽肽-MHC复合物与T细胞受体(TCR)相互作用提供；
- 第二信号（共刺激信号），由 APC和T细胞膜上表达的共刺激分子之间的相互作用提供，B7是常见共刺激分子之一[7]。

共刺激信号对T细胞的增殖、分化和存活至关重要。如果T细胞在没有共刺激的情况下被激活，可能会导致其无应答、凋亡，或产生免疫耐受。
阿巴西普是由人细胞毒T淋巴细胞相关抗原-4（CTLA-4）的胞外区与人免疫球蛋白（Ig）G-1 Fc段组成的融合蛋白，故可通过与专职性抗原呈递细胞表面的B7-1（CD80）和B7-2（CD86）的结合阻断B7与CD28的相互作用，从而抑制初始T细胞活化的第二信号，进而抑制T细胞免疫。

## 外部連節
- . 藥物資訊網. 美國國家醫學圖書館.   [2024-11-03]. （原始内容存档于2022-08-12）.